# Наш царь
«Наш царь» — стихотворение поэта-символиста К. Д. Бальмонта, написанное в 1906 году под влиянием событий русско-японской войны и первой русской революции и впервые опубликованное в 1907 году в Париже в сборнике «Песни мстителя».

## История создания
Уже с начала XX века поэт К. Д. Бальмонт, на тот момент один из лидеров русского символизма, широко известный как лирический поэт, занял позицию противника и критика царизма. В 1901 году он публично прочитал своё первое антиправительственное стихотворение — «Маленький султан», после этого поэт был выслан из Санкт-Петербурга и несколько раз посещал Европу. Позднее, под влиянием событий первой русской революции взгляды Бальмонта ещё сильнее радикализировались, он активно участвовал в революционных событиях 1905 года в Москве, произносил речи на собраниях и митингах, сотрудничал с оппозиционной политической прессой. В начале 1906 года он уехал в длительную эмиграцию в Париж, где продолжил активно работать над стихотворениями политической тематики.
В 1907 году в Париже был издан сборник Бальмонта «Песни мстителя». Наиболее известными стихотворениями из него стали «Наш царь» и «Николаю Последнему», где острая критика была направлена непосредственно на личность русского императора Николая II. Сборник и вошедшие в него стихотворения, как и ряд других произведений Бальмонта тех лет, были запрещены к распространению в Российской империи.
Произведение Бальмонта стало одним из большой серии сатирических произведений в российской литературе периода 1905—1907 годов, где личность царя подвергалась персональной атаке. При этом ранее подавляющая часть произведений различных авторов из цензурных соображений издавалась анонимно («Письмо Николая II к Вильгельму II»), или же в них содержался понятный современникам скрытый намёк на Николая, но явным образом персонажи были другими людьми — мифологическими или фольклорными героями («Камень и Земля» Н. И. Фалеева, «Мидас» С. Гусева-Оренбургского, «мальчик с пальчик», «Берендей»), иностранными деятелями (уже упомянутый «Маленький султан» Бальмонта, «Маленький великий Лама» К. Чуковского, «Ксеркс и море» Ю. Каннабиха, «Так болтали в кофейнях Багдада» Ал. Гидони, «Чудной король» Н. Панова, «Гаданье короля» (с испанского) Я. Година, «Пожар» (баллада с английского) Янки Дудля и др.). Бальмонт же ещё в стихотворении 1905 года «Рабочему русскому слава!» практически первым из публичных творческих личностей прямо атаковал царя — «Будем тверды, не сложим оружия мы / До свержения царской чумы!», на что М. Горький отреагировал «Угадай, кто сей поэт?», усматривая в авторстве К. Бальмонта некую сенсацию. Эта же линия продолжена Бальмонтом в произведении «Наш царь».
Стихотворение «Наш царь» часто называют пророческим, так как поэт предсказал свержение и насильственную смерть императора.
«Наш царь»:
Наш царь — Мукден, наш царь — Цусима,

Наш царь — кровавое пятно,

Зловонье пороха и дыма,

В котором разуму — темно...

Наш царь — убожество слепое,

Тюрьма и кнут, подсуд, расстрел,

Царь-висельник, тем низкий вдвое,

Что обещал, но дать не смел.

Он трус, он чувствует: с запинкой,

Но будет, час расплаты ждёт.

Кто начал царствовать — Ходынкой,

Тот кончит — встав на эшафот.

## Критика
Стихотворение является сатирическим, написано в жанре социально-гражданской лирики в три авторские строфы и имеет перекрестную рифмовку (Цусима — пятно — дыма — темно), где в первом катрене рифмы открытые, в третьем закрытые, а во втором сочетаются. Исследователи отмечают насыщенность стиха основными средствами выразительности — сравнениями:
- Царь — Мукден.
- Царь — Цусима.
- Царь — кровавое пятно.
- Царь — убожество.
- Царь — кнут, расстрел.

Стихотворение «Наш царь» сразу же получило разностороннюю критику и продолжает оставаться актуальным в исследованиях творчества Бальмонта и социально-политической поэзии в России. При этом оценки его разнятся не только из-за взглядов на литературные достоинства произведения, но и от политических воззрений комментаторов — литературоведов, историков и публицистов.
В. Я. Брюсов, оценивая в 1906 году свежее общественно-политическое творчество Бальмонта, подверг его резкой критике: «В какой же несчастный час пришло Бальмонту в голову, что он может быть певцом социальных и политических отношений, гражданским певцом современной России!.. Трёхкопеечная книжка, изданная товариществом „Знание“, производит впечатление тягостное. Поэзии здесь нет ни на грош». А. А. Блок, отмечая постоянный поэтический эгоцентризм Бальмонта, заметил, что «весь мир существующий и несуществующий он удостаивает своей страстной и чистой влюбленности, а иногда — своих не
менее страстных проклятий…».
Коллектив литературоведов в 1969 году называет это и ряд других стихотворений Бальмонта «пылким и энергичным», отмечает что «их достоинство не в насмешке, а в порыве негодования». «Здесь все названо своими словами без каких-либо околичностей и прикрытий. Оскорбления выплеснуты одним духом, поводы их обозначены с предельной краткостью (они общеизвестны); вся сатира носит рассчитанно личный характер. Царь заклеймен не только как убогий и жестокий правитель, но и как трусливый, ничтожный человек». Г. П. Бердников в 1983 году отмечает в данном произведении «лаконизм плаката, лапидарность лубка, лозунговые интонации». Французский историк Марк Ферро назвал данное стихотворение «выражением народного гнева». К. М. Азадовский, подводя итоги в биографической статье о Бальмонте в 1990 году, полагает, что поэтами-современниками, как впоследствии и исследователями творчества, этот «политический период» в творчестве Бальмонта оценивался невысоко.
В современном дискурсе присутствуют разные оценки произведения. Промонархический публицист П. В. Мультатули называет его «слабые стишки», а образ царя в нём — «лживым образом». Однако сторонница радикального либерализма В. И. Новодворская также подвергла стихотворение уничижительной критике, назвав его «идиотское стихотворение (чистый декаданс)». Вместе с тем, в XXI веке произведение с положительной оценкой вспоминали критики прославления Николая II («царебожия»), в частности журналист С. Доренко, политик Дарья Митина.

## Аналогии
В начале XXI века видимое некоторыми публицистами желание российских властей провести «маленькую победоносную войну» и риск поражения в ней заставляли применять данное стихотворение к современной российской действительности, в частности, к войне на востоке Украины с 2014 и российско-украинской войне с 2022 года.